# Bébé n'aime pas sa concierge
Bébé n'aime pas sa concierge és una pel·lícula muda francesa escrita i dirigida per Louis Feuillade i estrenada el 1912.
Aquesta pel·lícula forma part de la sèrie Bébé.

## Sinopsi
Bebé i la seva germana es dediquen a gastar-li bromes a la conserge de l'edifici on viuen.

## Repartiment
- René Dary : Bébé (com Clément Mary)
- Renée Carl : Madame Labèbe, la mama
- Madeleine Guitty : la conserge
- Paul Manson : el pare